# Uncle Tom's Cabin (film 1903 Lubin)
Uncle Tom's Cabin è un cortometraggio muto del 1903 prodotto e diretto da Siegmund Lubin.
Si tratta di uno dei primi adattamenti cinematografici del celebre romanzo di Harriet Beecher Stowe.
Quando nella primavera del 1913, la Edison Company annunciò la realizzazione di un film sul soggetto, la Lubin Manufacturing Company per battere nel tempo la concorrenza ne fece con gran fretta una propria versione in tutto simile nella struttura ma con un cast diverso. L'operazione poté essere portata a termine perché al tempo non esistevano leggi a difesa del copyright e la popolarità del romanzo era tale che v'erano diverse compagnie teatrali che ne rappresentassero delle versioni sceniche.
Il film della Lubin è perduto e non si hanno notizie dettagliate sul cast, ad eccezione che lo stesso Lubin interpretò il personaggio di "Simon Legree". Del film restano però numerose foto di scena. Come in tutte le versioni prodotte al tempo in teatro e nel cinema muto fino al 1914, i personaggi afroamericani erano interpretati da attori in blackface.

## Trama
La famiglia Shelby è in gravi problemi economici. Gli Shelby sono dunque costretti a vendere Tom, un uomo fedele e buono, e il piccolo Harry, di soli 5 anni, a uno spietato mercante di schiavi. Eliza, madre di Harry, scappa con il piccolo. Si ricongiungerà a suo marito George e si rifugeranno tutti in Canada. Tom, invece, si consegna al mercante di schiavi. Conoscerà un padrone generoso con una figlia, la piccola Eva, che considererà Tom come un secondo padre. Il padrone e la figlia muoiono, e Tom è costretto ad avere un nuovo padrone. Questa volta cadrà nelle mani di un uomo spietato, Simon Legree, che lo farà frustare a morte per essersi rifiutato di punire un'altra schiava.

## Produzione
Il film fu prodotto dalla Lubin Manufacturing Company.

## Distribuzione
Distribuito dalla Lubin Manufacturing Company, il cortometraggio  uscì nelle sale cinematografiche statunitensi nel maggio 1903. In Venezuela, il titolo fu tradotto letteralmente in La cabaña del tío Tom.